# Андре Доре
Андре Доре (фр. André Doré; нар. 11 лютого 1958, Монреаль) — канадський хокеїст, що грав на позиції захисника.

## Ігрова кар'єра
Професійну хокейну кар'єру розпочав 1978 року.
1978 року був обраний на драфті НХЛ під 60-м загальним номером командою «Нью-Йорк Рейнджерс».
Протягом професійної клубної ігрової кар'єри, що тривала 9 років, захищав кольори команд «Нью-Йорк Рейнджерс», «Сент-Луїс Блюз» та «Квебек Нордікс».

## Статистика НХЛ
| Сезон        | Клуб                 | Ліга         | Регулярний сезон | Регулярний сезон | Регулярний сезон | Регулярний сезон | Регулярний сезон | Плей-оф | Плей-оф | Плей-оф | Плей-оф | Плей-оф |
| Сезон        | Клуб                 | Ліга         | І                | Г                | П                | О                | ШХ               | І       | Г       | П       | О       | ШХ      |
| ------------ | -------------------- | ------------ | ---------------- | ---------------- | ---------------- | ---------------- | ---------------- | ------- | ------- | ------- | ------- | ------- |
| 1978–1979    | «Нью-Йорк Рейнджерс» | НХЛ          | 2                | 0                | 0                | 0                | 0                | -       | -       | -       | -       | -       |
| 1979–1980    | «Нью-Йорк Рейнджерс» | НХЛ          | 2                | 0                | 0                | 0                | 0                | -       | -       | -       | -       | -       |
| 1980–1981    | «Нью-Йорк Рейнджерс» | НХЛ          | 15               | 1                | 3                | 4                | 15               | -       | -       | -       | -       | -       |
| 1981–1982    | «Нью-Йорк Рейнджерс» | НХЛ          | 56               | 4                | 16               | 20               | 64               | 10      | 1       | 1       | 2       | 16      |
| 1982–1983    | «Нью-Йорк Рейнджерс» | НХЛ          | 39               | 3                | 12               | 15               | 39               | -       | -       | -       | -       | -       |
| 1982–1983    | «Сент-Луїс Блюз»     | НХЛ          | 38               | 2                | 15               | 17               | 25               | 4       | 0       | 1       | 1       | 8       |
| 1983–1984    | «Сент-Луїс Блюз»     | НХЛ          | 55               | 3                | 12               | 15               | 58               | -       | -       | -       | -       | -       |
| 1983–1984    | «Квебек Нордікс»     | НХЛ          | 25               | 1                | 16               | 17               | 25               | 9       | 0       | 0       | 0       | 8       |
| 1984–1985    | «Нью-Йорк Рейнджерс» | НХЛ          | 25               | 0                | 7                | 7                | 35               | -       | -       | -       | -       | -       |
| Усього в НХЛ | Усього в НХЛ         | Усього в НХЛ | 257              | 14               | 81               | 95               | 261              | 23      | 1       | 2       | 3       | 32      |